# Eurycorypha adicra
Eurycorypha adicra är en insektsart som beskrevs av Karsch 1892. Eurycorypha adicra ingår i släktet Eurycorypha och familjen vårtbitare. Inga underarter finns listade i Catalogue of Life.